# Kemenes
Kemenes est un prénom hongrois masculin.

## Étymologie
Le prénom dérive du nom personnel hongrois "Keminüs", forme hongroise d'un mot slave qui signifie "pierre".

## Fête
Les "Kemenes" se fêtent le 21 août.